# Фуз, Чип
Чип Фуз (род. 13 октября 1963 года в Санта-Барбаре) — американский автомобильный дизайнер, ведущий реалити-шоу «Крутой тюнинг» на канале Velocity.

## Биография
Фуз начал работать над автомобилями с семи лет в компании своего отца, Project Design, в Санта-Барбаре, штат Калифорния. Воодушевлённый дизайнером Алексом Тремулисом, в 1982 году Фуз поступил в Арт-центр Колледж Дизайна; однако он бросил учёбу после двух лет из-за финансовых трудностей. Проработав четыре года в Clenet Coachworks, Фуз вернулся в Арт-центр, чтобы завершить своё обучение.
После окончания в 1990 году Фуз работал в Sterenberger Design и подрабатывал у Бойда Коддингтона. В 1993 году Фуз ушёл из Sterenberger и начал работать на Джея Мэйса в Ford. Однако Коддингтон сумел переманить Фуза. Работая на Коддингтона, Фуз в конечном итоге стал президентом его компании Hot Rods by Boyd. В ходе работы на Коддингтона Фуз сделал вклад во множество известных разработок компании, таких как Boydster I и II. В ноябре 1997 года Фуз стал самым молодым членом Зала славы хот-родов.

Торговая марка Фуза

В 1998 году, когда Hot Rods by Boyd обанкротилась, Фуз покинул свою должность и вместе с женой Линн основал свою собственную компанию по дизайну автомобилей под названием Foose Design в Хантингтон-Бич, штат Калифорния. Уход Фуза от Коддингтона не был полюбовным, в интервью 2006 года Фуз заявил: «Бойд решил не иметь никаких отношений со мной, так как я перестал работать в его магазине». Одна из главных причин скандала между Бойдом и Чипом, как утверждается, заключается в том, что Чип увёл многих талантливых механиков у Бойда Коддингтона. Двое автослесарей ушли от Бойда вскоре после того, как Фуз основал свой магазин.

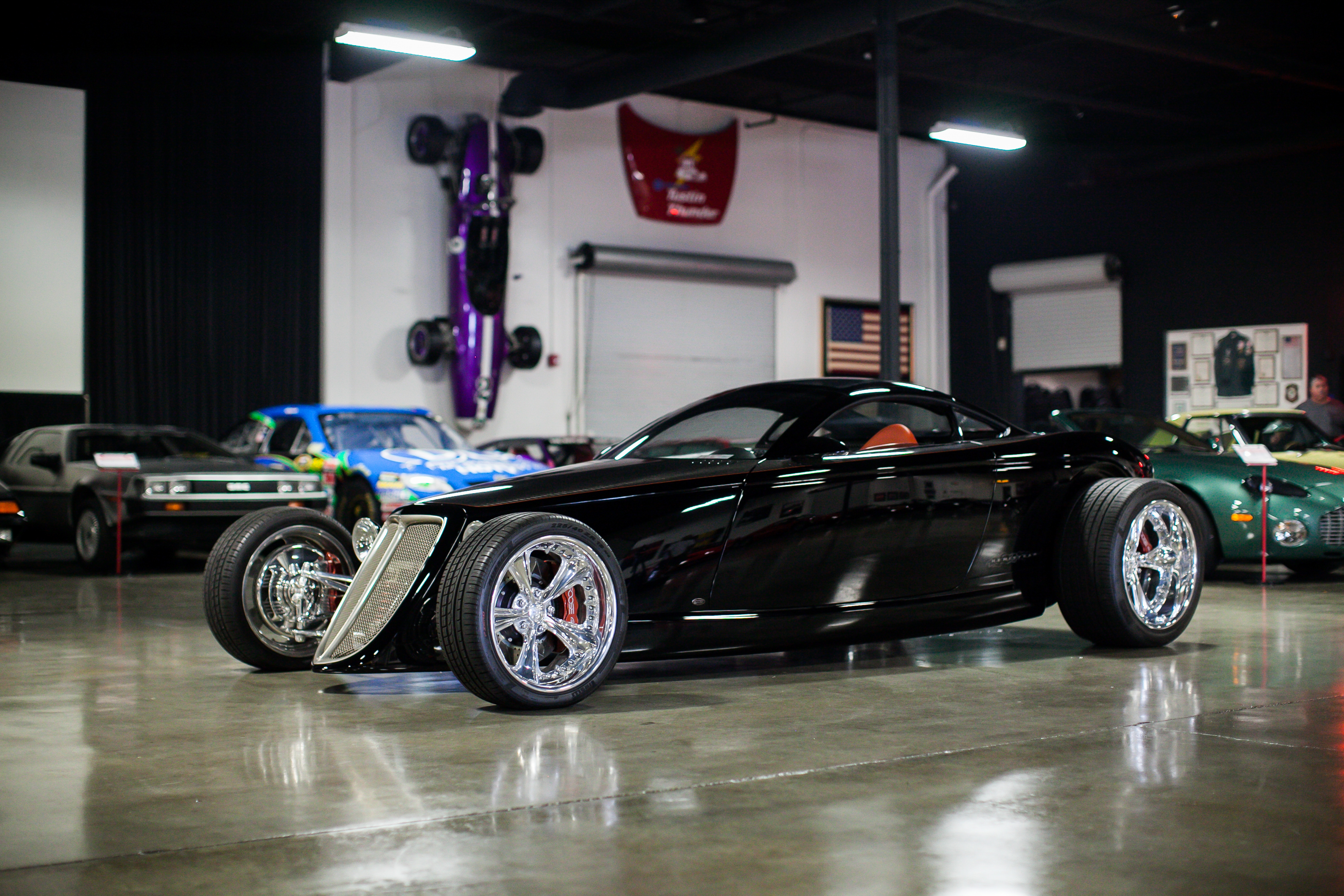
Hemisfear

Фуз получил известность в 2003 году благодаря документальному сюжету TLC о его работе, в частности над дизайном Ford Thunderbird 2002 года, названного Speedbird. В 2004 году TLC запустил передачу «Крутой тюнинг», где Фуз был главной звездой. На выставке SEMA 2005 года был показан уникальный Camaro Convertible 1969 года работы Фуза, который Unique Performance of Dallas Texas планировала выпустить в количестве 300 штук. В последующих пресс-релизах отмечалось, что UP также будет заниматься маркетингом других автомобилей Фуза, в том числе Hemisfear и Mustang Stallion 2006 года. Фуз также разработал схему покраски для четырёхкратного чемпиона NASCAR Джеффа Гордона. В ноябре 2007 года Фуз официально разорвал связи с Unique Performance, причиной стало расследование полиции предполагаемой незаконной деятельности UP.
В 2006 году Фуз запустил линейку коллекционных моделей многих своих знаменитых автомобилей, при этом сотрудничал с Johnny Lightning. Было выпущено множество известных, удостоенных наград проектов Фуза, таких как Grand Master и Impression. Также были воспроизведены несколько автомобилей от «Крутого тюнинга».

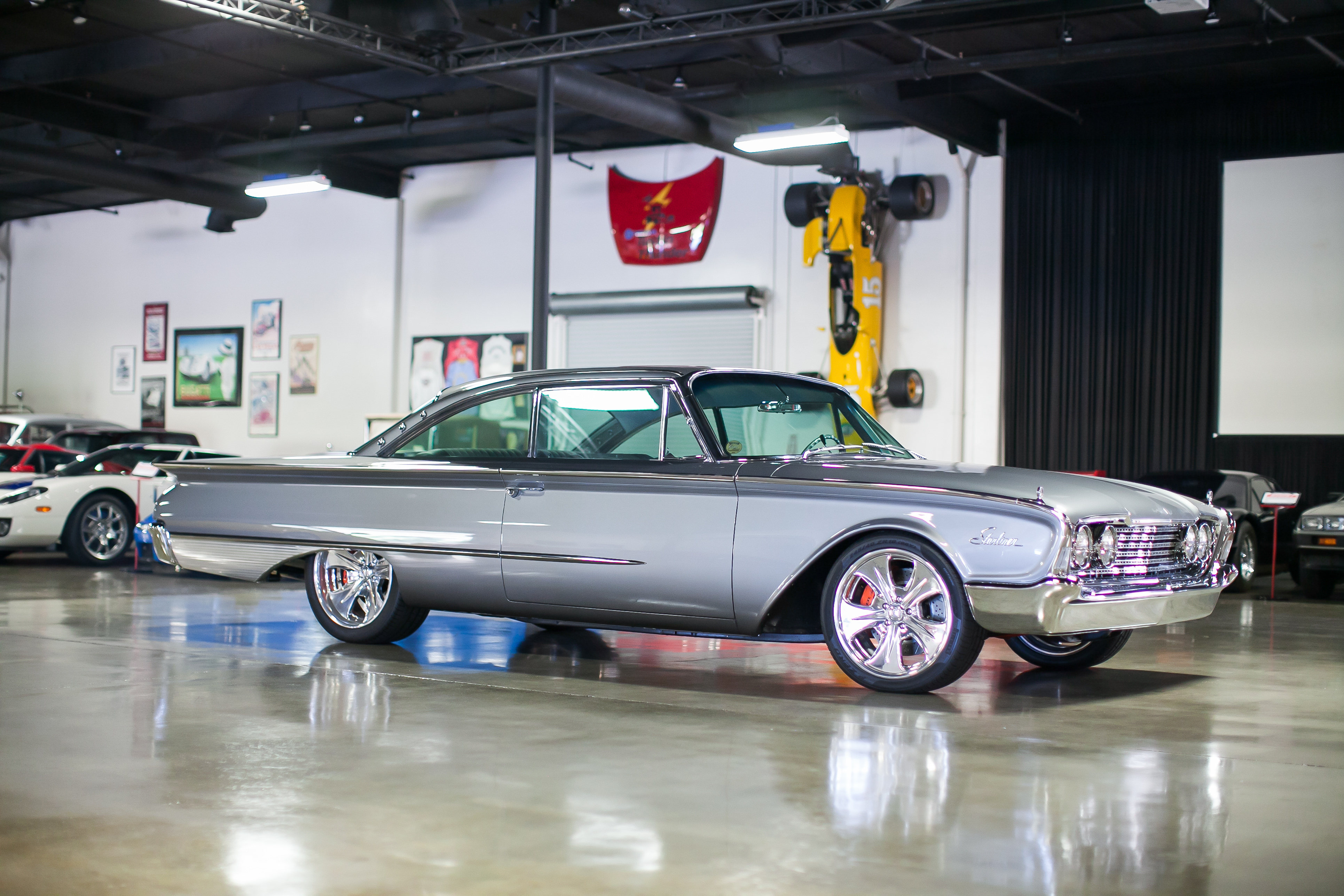
Ford Starliner (1960) дизайна Чипа Фуза

В 2006 году на выставке SEMA было объявлено о заключении договора между Фузом и Ford о выпуске автомобилей с дизайном Фуза, первый из которых был показан на Нью-Йоркском автосалоне в 2007 году. В 2007 году Фуз начал ограниченное производство (всего 50 автомобилей) Hemisfear. Также известный как Foose Coupe, Hemisfear был разработан Фузом в 1990 году во время обучения в Арт-центре и публично представлен на выставке SEMA в ноябре 2006 года. Более ранний дизайн Hemisfear послужил источником вдохновения для Plymouth Prowler. В 2007 году с Фузом начала сотрудничать компания JL Full Throttle, она участвовала в производстве как настоящих моделей Hemisfear, так и масштабных моделей автомобиля. В конце марта 2007 года Foose Coupe был продан вместе с дизайнерской консультацией Фуза на автомобильном аукционе Barrett-Jackson в Палм-Бич (Флорида). Первый суперкар Foose Coupe был продан на аукционе за 340000 долларов, его купил дилер старинных автомобилей и активный коллекционер из Атланты Роджер Берджесс.
Фуз оказывал услуги консультанта по дизайну казино MotorCity в Детройте, он предоставил архитекторам уникальные стилистические элементы для экстерьера и интерьера расширения. На казино потратили 275 миллионов долларов, проект завершили к концу 2007 года.
В 2007 году Фуз помог начать работу производителю сборных моделей автомобилей Ridemakerz.
В настоящее время Фуз продолжает работать над дизайном автомобилей и предоставляет консультационные услуги для автопроизводителей Большой детройтской тройки. Фуз продолжал вести «Крутой тюнинг» до 2015 года.
Фуз является заместителем председателя калифорнийского отдела Progeria Research Foundation. Его младшая сестра умерла от прогерии. Он также помогал многим детским благотворительным организациям, таким как Childhelp и Victory Junction Gang Camp.
Фуз и его жена Линн живут в Южной Калифорнии со своими двумя детьми, Броком и Кэти.